# Lobón
Lobón è un comune spagnolo di 2 837 abitanti situato nella comunità autonoma dell'Estremadura.